# Sant Martí de Borén
Sant Martí de Borén és una església romànica del poble de Borén, en el terme municipal d'Alt Àneu, a la comarca del Pallars Sobirà. Pertanyia a l'antic terme de Sorpe.
L'església està situada en el lloc més alt del poble, a l'extrem nord-occidental del nucli de població. El temple actual, gran, és producte d'una reconstrucció del segle xviii, que l'engrandí notablement. S'hi conserven, però, elements de l'església romànica. Hi ha esments d'aquesta església des del 908, en una transacció entre l'abat de Gerri i el comte de Pallars. Del 1090 data un document que esmenta la peculiaritat de l'organització eclesiàstica de Borén, atès que era lloc de domini comtal, dins del territori de la Vall d'Àneu, i, per tant, amb privilegis i obligacions diferents dels altres pobles de la vall. Entre d'altres, la parròquia de Sant Martí posseïa els drets de primícies del poble de Borén.
La porta posseeix arquivoltes i àbacs, en una decoració geomètrica corresponent al segle xii; és pràcticament l'única resta del primitiu edifici romànic. El campanar és una torre de base quadrada, de vuit cares al cos superior i coberta piramidal, ja pertanyent a la construcció barroca. A l'interior, conserva una pica baptismal romànica decorada geomètricament, i una pica beneitera amb rostres primitius esculpits.